# قوانین مندل
قوانین مندل یا قوانین وراثت نظریه‌هایی ژنتیکی هستند که طبق آن‌ها می‌توان نتایج حاصل از آمیزش‌های تجربی جانداران را پیشگویی کرد. این قوانین که پایهٔ علم ژنتیک کلاسیک را تشکیل می‌دهند توسط گرگور مندل کشف شدند.
- قانون اول: قانون تفکیک ژن‌ها

این قانون رفتار کروموزوم‌ها را طی میوز (انافاز ۱) توصیف‌... می‌کند. هر صفت دوفرم دارد که هر یک به وسیله‌یک‌فاکتور‌مشخص می شود . هریک از والدین فقط یکی از این دو صورت را از طریق گامت تولید شده به نتایج یافررندان بعد منتقل می کند
- قانون دوم: قانون جور شدن مستقل ژن‌ها

مطابق این قانون، هنگام تشکیل گامت‌ها، الل‌های مربوط به هر صفت، بدون تأثیر بر صفات دیگر، از هم تفکیک می‌شوند. البته این قانون تنها هنگامی صدق می‌کند که ژن‌های مربوط به الل بر روی کروموزوم‌های مختلفی قرار داشته باشند.
- قانون سوم: قانون غالبیت

مطابق این قانون، یک جاندار با دو الل غیر یکسان، حالت ظاهری اللی را نشان می‌دهد که غالب است.
قوانین مندل در تاریخ علوم به اندازهٔ داستان حمام ارشمیدس و سیب نیوتون شهرت دارد. آنچه منجر به کشف این قوانین شد، آزمایش‌هایی بود که مندل بر روی گیاهان نخود فرنگی انجام داد.
البته قانون غالبیت، در همه جا صدق نمی‌کند، مثلاً در گل لالهٔ عباسی از آمیزش گل سفید"RR" با گل قرمز"WW" صفتی به نام حد واسط به وجود خواهد آمد؛ یعنی در نسل بعد همهٔ گل‌ها صورتی "WR" خواهند شد و هیچ گونه غالبیتی دیده نخواهد شد.
WW-----RR = 100% WR
ولی از آمیزش گل لالهٔ عباسی صورتی به صورت خود لقاحی، در نسل بعد ۵۰٪ گل‌ها صورتی، ۲۵٪ آنها سفید و ۲۵٪ آنها قرمز خواهد شد.

## تاریخچه

هفت صفتی که مندل در آزمایش‌های خود بر روی گیاه نخودفرنگی آن‌ها را مورد بررسی قرار داد.

مربع پانت که با کمک آن می‌توان نتایج حاصل از آمیزش‌های تجربی جانداران را پیشبینی کرد. در این‌جا رنگ گیاهان نخودفرنگی حاصل از دو نخودفرنگی ناخالص (دارای یک الل مغلوب که با حرف b نشان داده شده‌است (مربوط به رنگ سفید) و یک الل غالب که با حرف B نشان داده شده‌است (مربوط به رنگ ارغوانی)) مورد بررسی قرار داده شده‌است. احتمال نتایج حاصل عبارت اند از ۵۰٪ گیاه نخودفرنگی با ژنوتیپ ناخالص و فنوتیپ ارغوانی، ۲۵٪ با ژنوتیپ خالص (دو الل یک صفت همسانند) و فنوتیپ ارغوانی، و ۲۵٪ با ژنوتیپ خالص و فنوتیپ سفید.

قوانین مندل در قرن نوزدهم، طی آزمایش‌هایی که گیاه‌شناس و کشیش اتریشی، گرگور مندل، بر روی گیاه نخودفرنگی انجام داد کشف شد. مندل حدود ۲۸٬۰۰۰ گیاه نخودفرنگی را پرورش و مورد آزمایش قرار داد، و با کمک تجزیه و تحلیل آماری، قواعد و قوانینی برای برای پیشبینی الگو‌های وراثت کشف کرد. مندل نتایج خود را در چهار فرضیه خلاصه کرد:
- هر جاندار برای هر صفت خود، ۲ الل دارد که یکی از آن‌ها را از پدر و دیگری از مادرش دریافت کرده‌است.
- دو الل مربوط به یک صفت ممکن است مشابه یا متفاوت باشند.
- از دو الل مربوط به یک صفت، ممکن است یکی از آن‌ها خود را به‌طور کامل ظاهر کند (الل غالب)، و دیگری هیچ اثر قابل مشاهده‌ای از خود بروز ندهد (الل مغلوب).
- دو اللی که مربوط به یک صفت هستند، به هنگام تشکیل گامت از یک‌دیگر جدا می‌شوند و هر گامت فقط یکی از آن‌ها را دریافت می‌کند. به هنگام تشکیل سلول تخم نیز، یک الل از گامت نر و یک الل از گامت ماده به اشتراک گذاشته می‌شوند.

مندل در سال ۱۸۶۶ نظریه‌های خود و حاصل فعالیت‌هایش را منتشر کرد، با این وجود، این نتایج تا سال ۱۹۰۰ مورد توجه دانشمندان عصر قرار نگرفت. کشف دوبارهٔ این قوانین در قرن بیستم، به تعریف برخی کلمات همچون ژن، ژنتیک و الل توسط دانشمند انگلیسی، ویلیام بیتسون انجامید. قوانین مندل ابتدا توسط بسیاری از زیست‌شناسان پس زده شد، ولی تحقیقات و آزمایش‌های دانشمندانی چون رونالد فیشر و  توماس هانت مورگان صحت اکثر نظریه‌های مندل را اثبات کرد.